# Skapolithgruppe

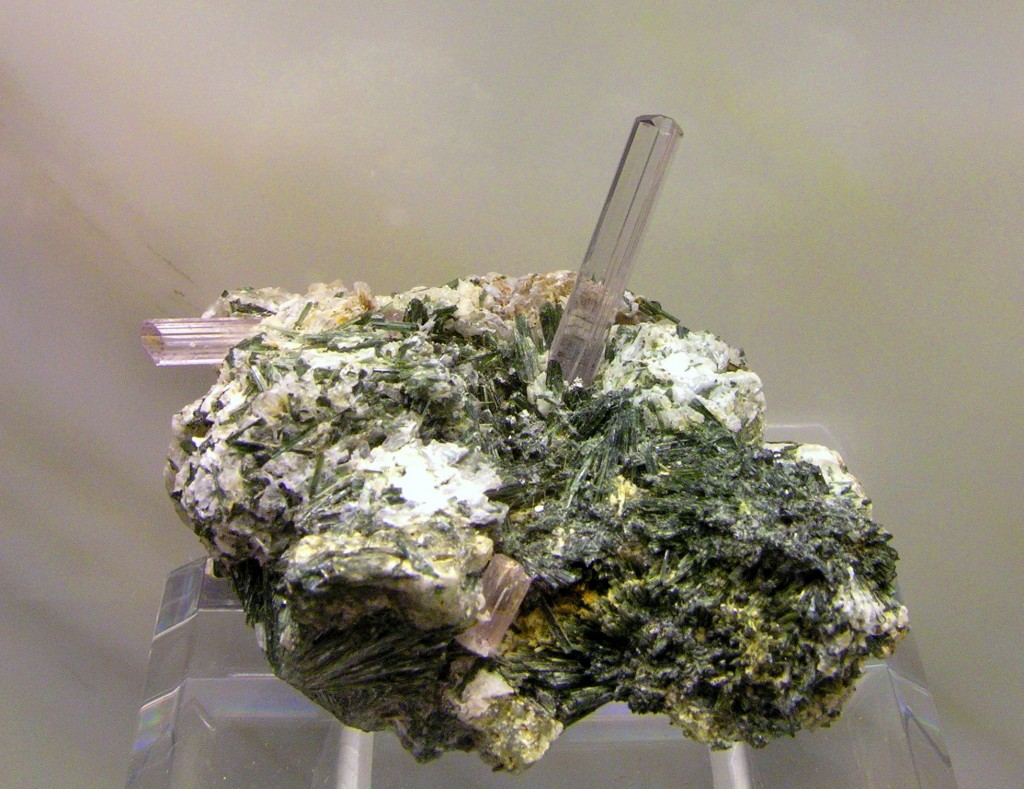
Zwei violette Skapolithe auf Muttergestein mit unbekannten, grünen Kristallen

Die Skapolithgruppe, veraltet auch als Wernerit bekannt, ist eine Gruppe tetragonaler Gerüstalumosilikate mit der allgemeinen Zusammensetzung:
D4[T4O8]3(X,Z)2/v; v = 1, 2
In dieser Formel bedeuten:
- D: Große Kationen, die von 9 oder mehr Anionen umgeben sind: Na+, Ca2+, K+, Sr2+, Ba2+, Fe2+
- T: Kleine Kationen, die von 4 Anionen tetraedrisch umgeben sind: Si4+, Al3+
- O: Sauerstoff
- X: Einatomige Anionen: Cl−, Br−[3]
- Z: Mehratomige Anionen: CO3, SO4, HSO4, H CO3, OH, H2O[2]
- v: Valenz (Ladung) der Anionen X und Z

Die Skapolithgruppe umfasst die Minerale
- Marialith: Na4Al3Si9O24Cl,
- Mejonit: Ca4Al6Si6O24CO3 und
- Silvialith: (Ca,Na)4Al6Si6O24(SO4,CO3)[4],

die eine lückenlose Mischkristallreihe bilden.
Die Kurzbezeichnung Skapolith wird meist für einen Mischkristall der Reihe Marialith–Mejonit verwendet.
Die mitunter über 1 m großen Kristalle sind prismatisch gestreckt entlang der kristallographischen c-Achse. Ihre Form wird dominiert von den Prismenflächen {100} und {110}. Die Prismen werden vorwiegend begrenzt von den Pyramidenflächen {101}. Häufig ist eine Flächenstreifung in Längsrichtung auf den Prismenflächen.

## Etymologie und Geschichte
Der Name Skapolith leitet sich aus dem griechischen von skapos (Stab) und lithos (Stein) ab.
Eingeführt wurde die Bezeichnung Skapolith im Jahre 1800 von José Bonifácio de Andrada e Silva. In der gleichen Arbeit wird auch Wernerit beschrieben. Über Jahrzehnte wurden beide Namen parallel verwendet, abwechselnd als Gruppen- und Varietätenbezeichnung, bis die CNMMN (Commission on New Minerals and Mineral Names) 1997 den Namen Wernerit verwarf und Skapolith als Gruppennamen festlegte.

## Klassifikation
Nach der Systematik von Strunz (9. Auflage) gehört die Skapolithgruppe (9.FB.15) zur Mineralklasse 9 (Silicate), Abteilung der Gerüstsilikate ohne zeolithisches H2O (F) mit weiteren Anionen (B).
Nach der Systematik von Dana gehört die Skapolithgruppe (76.03.01) zur Klasse der Gerüstsilikate mit SI-Al-Gerüst (76) mit sonstigen Be/Al/Si-Gerüststrukturen (03).

## Kristallstruktur
Skapolithe kristallisieren tetragonal in der Raumgruppe I4/m (Raumgruppen-Nr. 87) und P42/n (Nr. 86) mit zwei Formeleinheiten pro Elementarzelle. Marialith- und Meionit-reiche Skapolithe kristallisieren in der Raumgruppe I4/m (Nr. 87), wohingegen die Mischkristallstruktur die Raumgruppe P42/n (Nr. 86) aufweist. Entsprechend kann die Skapolithgruppe in drei isomorphe Serien aufgeteilt werden:
- 9.0 > Si > 8.4: Marialith reich Skapolithe
- 8.4 > Si > 7.3: intermediäre Skapolithe
- 7.3 > Si > 6.0: Meionit reiche Skapolithe

Strukturell unterscheiden sich diese Serien vor allem in der Verteilung von Al und Si auf die verschiedenen Gitterpositionen im Alumosilikatgerüst.
Si und Al sind von vier Sauerstoffen so umgeben, dass die Sauerstoffe auf den Ecken eines Tetraeders liegen, in dessen Zentrum sich das Si- oder Al-Kation befindet (tetraedrische Koordination). Diese (Si,Al)O4-Tetraeder sind über alle vier Ecken miteinander zu einem dreidimensionalen Gerüst verknüpft (Gerüstsilikat). Dieses Gerüst setzt sich aus 4-er und 5-er Ringen von (Si,Al)O4-Tetraedern zusammen, die, ähnlich wie in Zeolithen, größere Hohlräume umschließen. In jedem dieser Hohlräume befinden sich ein (X,Z)-Anion (Cl, CO3) und 4 D-Kationen (Na, Ca).
Die großen D-Kationen in den Alumosilikathohlräumen sind von 7 Sauerstoffen und einem (X,Z)-Anion umgeben.

## Eigenschaften
Skapolith ist an sich farblos, kann aber durch Spuren färbender Elemente rosa, violett, blau, gelb oder braun gefärbt sein. Einschlüsse von Graphit führen zu einer grauen bis schwarzen Färbung. Die Strichfarbe ist Weiß. Die Kristalle sind durchsichtig bis undurchsichtig trüb mit einem glasähnlichen Glanz auf den Oberflächen. Die Dichte beträgt 2,50 bis 2,80 g/cm3. Die Mohshärte von Skapolith ist vergleichbar mit der von Feldspäten (Härte 5–6).

Farbvariationen von Skapolith
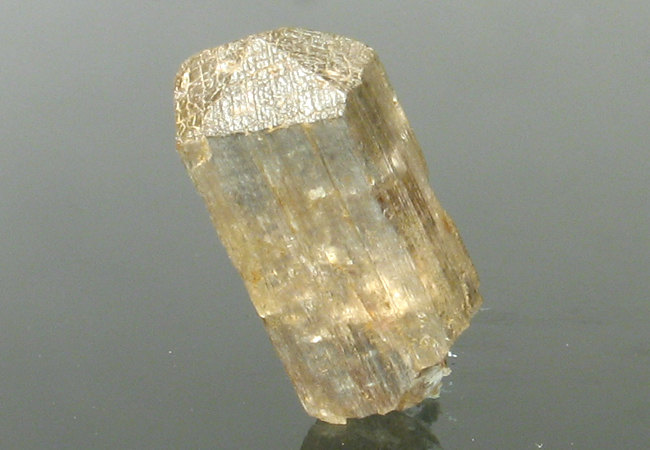
Farblos (Madagaskar)
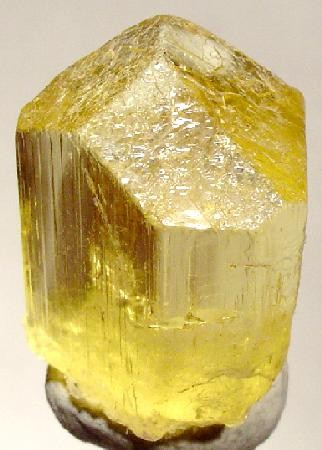
Gelb (Tansania)
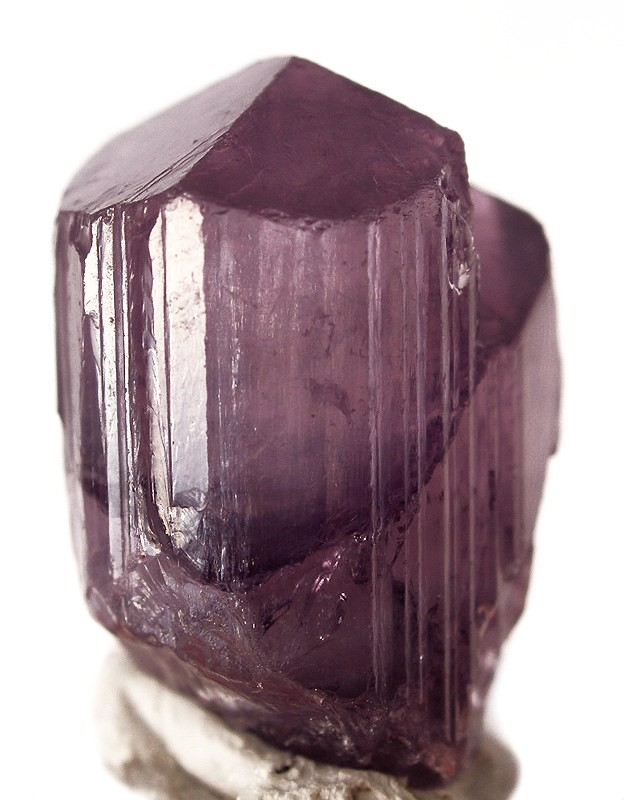
Violett (Afghanistan)
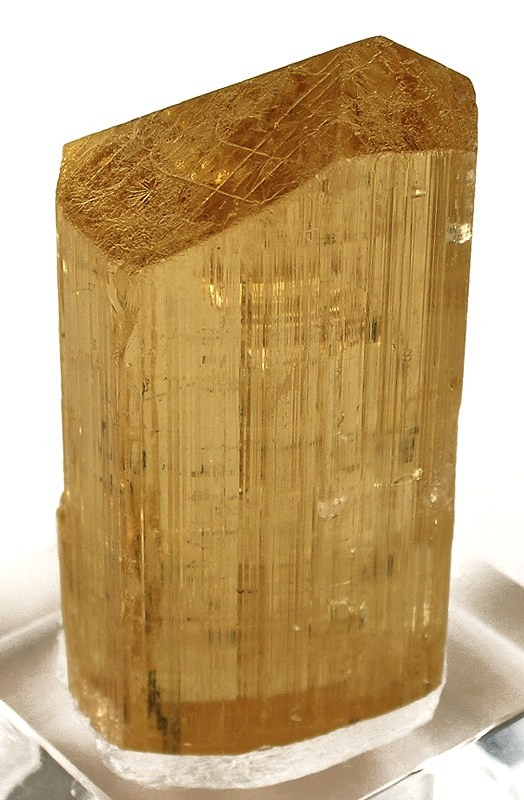
Goldbraun (Tansania)
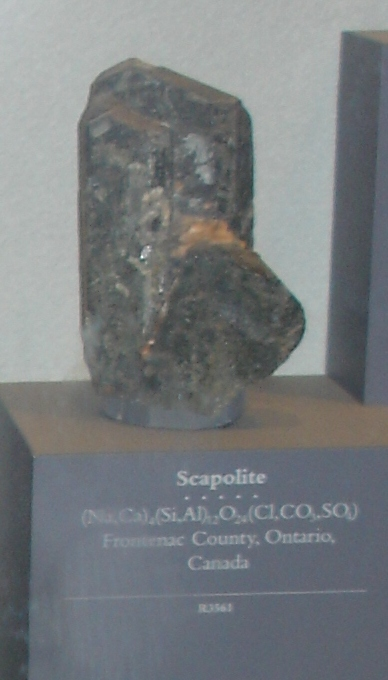
Grau (Kanada)

Skapolithe fluoreszieren in UV-Licht orange bis leuchtend gelb und seltener auch rot.

Fluoreszenz von Wernerit

## Varietäten
Dipyr (auch Schmelzstein) ist eine natrium- und chlorreiche Skapolith-Varietät. Auch der Mizzonit ist ein Mischkristall der Skapolithreihe, wird aber als natriumreicher Mejonit definiert.
Gabbronit ist die Bezeichnung für unzureichend beschriebenes Mineral, bei dem es sich sowohl um Skapolith als auch um Nephelin handeln kann.

## Bildung und Fundorte
Skapolith findet sich weltweit in kontaktmetamorphen Kalksilikatgesteinen (Skarn) sowie metamorphen basischen Gesteinen (Metagabbros, Metadiorite) und Gneisen.
In Gneisen und Metabasiten bildet sich Scapolith bei der Reaktion von Feldspäten mit NaCl- reichen Lösungen und tritt zusammen auf mit Plagioklas, Hornblende, Klinopyroxen.
In Skarn-Lagerstätten findet man Skapolith vergesellschaftet mit Calcit, Diopsid, Epidot, Phlogopit, Tremolit, Granat, Vesuvianit, Wollastonit, Titanit, Kalifeldspat, Fluorit, Pyrit.
Sulfatreiche Skapolithe sind in Granat-Granuliten der unteren Erdkruste und des oberen Erdmantels zu finden. Dort treten sie zusammen mit Plagioklas, Ca-Amphibolen, Klinopyroxen, pyropreichen Granaten und Spinell auf. Die Mineralgefüge deuten darauf hin, dass Skapolithe dieser Vorkommen nicht sekundär durch Umwandlung von Feldspäten gebildet wurden, sondern direkt aus wasserhaltigen Alkalibasaltmagmen auskristallisiert sind.
Weiterhin konnte Skapolith in Meteoriten (Chondrit) nachgewiesen werden.

## Verwendung

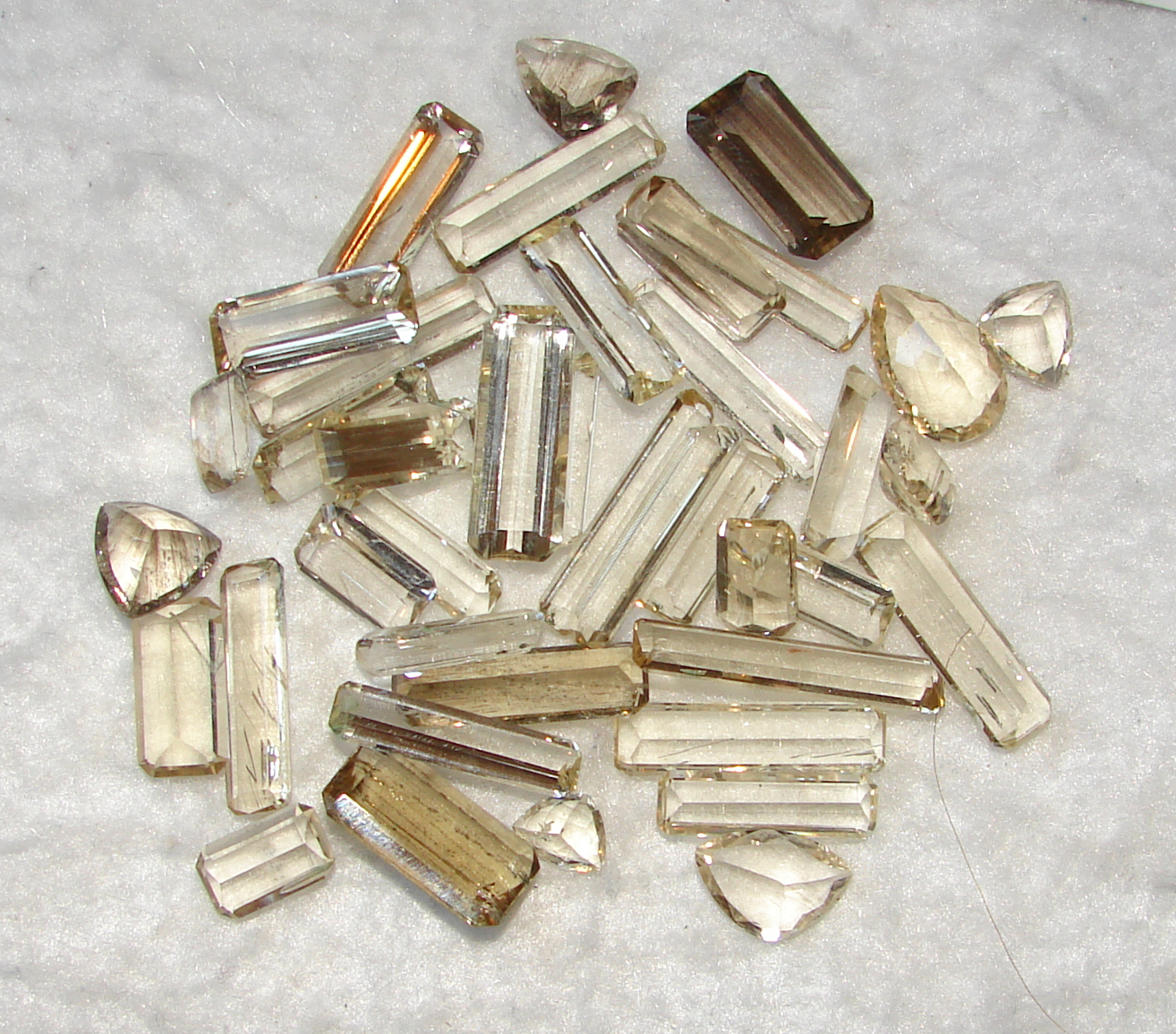
Farblose Skapolithe in verschiedenen Schliffen

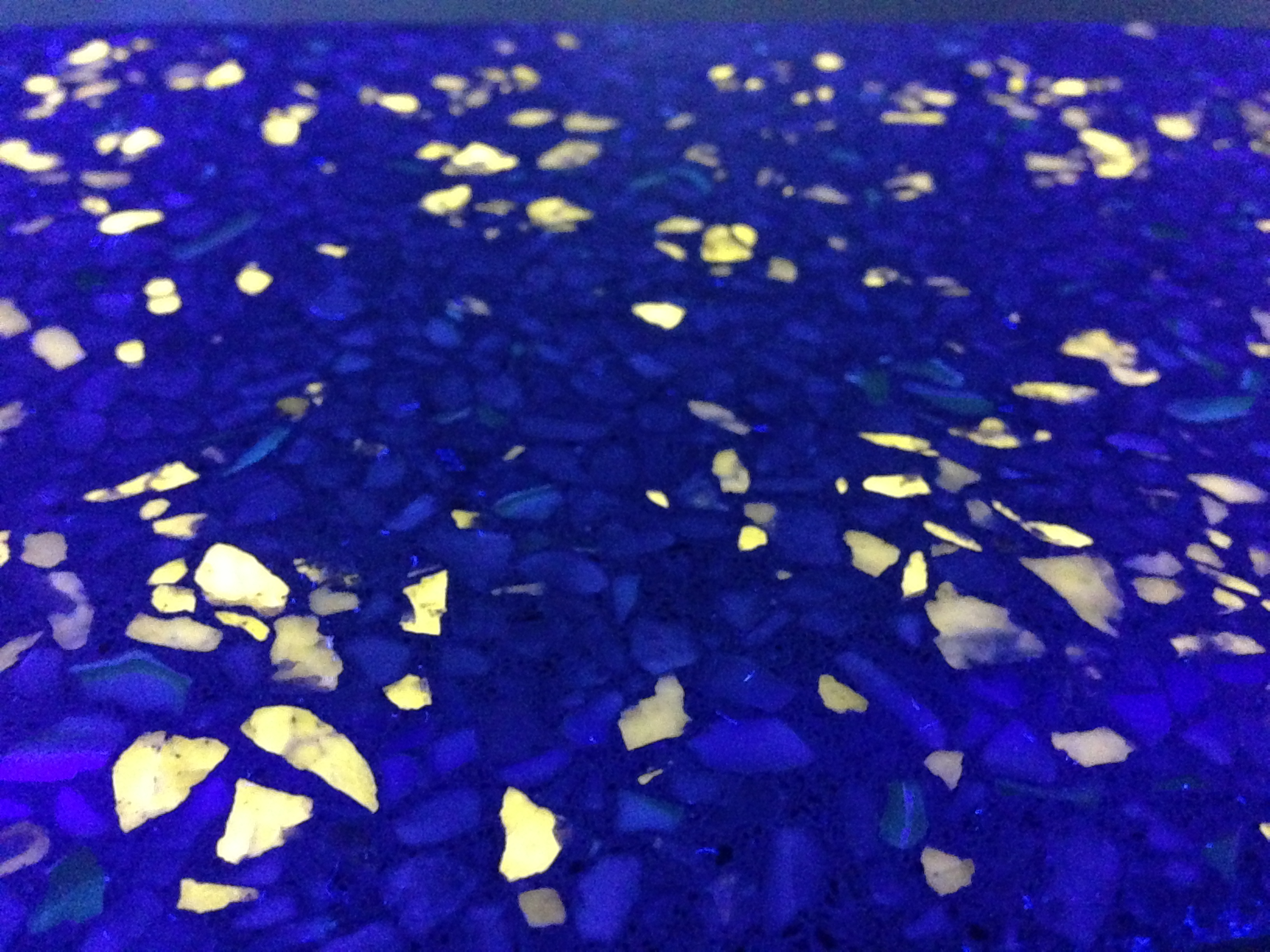
Terrazzo mit fluoreszierendem Wernerit

Skapolith gehört trotz seiner oft gut ausgebildeten, klaren und glänzenden Kristalle zu den eher selten genutzten Schmucksteinen, da er empfindlich gegenüber Säuren ist und keine Wärme verträgt. Je nach Farbvarietät besteht unter anderem Verwechslungsgefahr mit Chrysoberyll, Citrin und Goldberyll (gelb), Rosenquarz (rosa) und Amethyst (violett) sowie Titanit (bräunlichgelb, rötlichbraun) und verschiedenen Turmalinen (mehrfarbig). Auch Skapolithe mit Chatoyance (Katzenaugeneffekt) und Asterismus (Sterneffekt) sind bekannt.
Gelegentlich wird Skapolith (Wernerit) auch in Terrazzo-Böden verarbeitet, wobei dessen fluoreszierende Eigenschaften ausgenutzt werden, um eine Art „Chamäleon-Effekt“ beim Aussehen der Oberflächenmusterung zu erzielen. Die im Tageslicht weißen bis fast farblosen Skapolithe leuchten unter einer UV-Quelle (z. B. Schwarzlicht) in einem kräftigen Gelb bis Orange auf.